# Trachelospermum gracilipes
Trachelospermum gracilipes är en oleanderväxtart som beskrevs av Joseph Dalton Hooker. Trachelospermum gracilipes ingår i släktet Trachelospermum och familjen oleanderväxter. Utöver nominatformen finns också underarten T. g. liukiuense.